# الركبة (القفر)

تعديل مصدري - تعديل

الركبة محلة تابعة لقرية السوفعي، التابعة لعزلة بني مسلم بمديرية القفر إحدى مديريات محافظة إب في الجمهورية اليمنية، بلغ تعداد سكانها 51 حسب تعداد اليمن لعام 2004.